# Kotebel
Kotebel ist eine spanische Progressive-Rock-Band, die im Jahr 1999 gegründet wurde.

## Bandgeschichte
Carlos Guillermo Plaza, klassisch ausgebildeter Musiker, gründete Kotebel zunächst als Soloprojekt. Für das keyboardlastige und in der Klassischen Musik verwurzelte Debütalbum Structures wurde er von den Gastmusikern Omar Acosta (Flöte) und Carlos Franco (Perkussion) unterstützt. In den Jahren 2002 und 2003 erschienen zwei weitere Alben, an denen neben Acosta auch der Gitarrist César García Forero und die Sängerin Carolina Prieto beteiligt waren. Hier nahm Plaza, dessen Musik nun von Musea vertrieben wurde, weitere Einflüsse aus Symphonic, Progressive und Jazz Rock auf.
Als Kotebel 2004 zum BajaProg-Festival eingeladen wurden, musste Plaza eine Live-Band zusammenstellen. Dabei griff er auf seine bisherigen Gastmusiker sowie Jaime Pascual (Bass) und Marisa Cabrelles (Keyboard) zurück. Daraus entwickelte sich schließlich eine feste Bandbesetzung und Kotebel war kein Soloprojekt mehr. Cabrelles wurde für das vierte Album Omphalos, das 2006 erschien, durch Adriana Plaza Engelke ersetzt; Acosta verließ nach den Aufnahmen aus Zeitgründen die Band, Prieto stieg 2007 ebenfalls aus.
Seitdem treten Kotebel wieder als Instrumental-Band auf. Das fünfte Album Ouroboros erschien 2009, im selben Jahr ging die Band auf Japan-Tournee und trat auf einigen Festivals in Spanien und Italien auf. Die beiden folgenden Jahre waren Live-Auftritten bzw. der Vorbereitung des nächsten Albums gewidmet, das 2012 mit dem Titel Concerto for Piano and Electric Ensemble auf den Markt kam.

## Diskografie
- 2000: Structures
- 2002: Mysticae Visiones
- 2003: Fragments of Light
- 2006: Omphalos
- 2009: Ouroboros
- 2012: Concerto for Piano and Electric Ensemble
- 2014: Live at Prog-Résiste 2013 (Download)
- 2017: Cosmology